# Tonga guttulata
Tonga guttulata är en insektsart som först beskrevs av John Obadiah Westwood 1845.  Tonga guttulata ingår i släktet Tonga och familjen sköldstritar. Inga underarter finns listade i Catalogue of Life.